# Santa María de Sando
Santa María de Sando és un municipi de la província de Salamanca a la comunitat autònoma de Castella i Lleó. Limita al Nord amb Encina de San Silvestre, a l'Est i Sud amb Sando, al Sud-oest amb Cipérez i al Nord-oest amb Villasdardo.

## Demografia
| 1991 | 1996 | 2001 | 2004 |
| ---- | ---- | ---- | ---- |
| 220  | 211  | 169  | 159  |